# Windows Deployment Services
Die Windows Deployment Services, kurz WDS (engl., Windows Bereitstellungsdienste), sind die Nachfolger des mit Windows 2000 eingeführten RIS-Dienstes (Remote Installation Services). Die WDS-Dienste bieten im Kompatibilitätsmodus (Mixed Mode) sowohl die alte RIS-Funktionalität, als auch ein neues, für Windows Vista und Microsoft Windows 7 entwickeltes, Imageverfahren.

## Vorteile
- Schnell bei Massen-Rollout
- Zukünftige Microsoftinstallationsmethode
- Grafische Benutzeroberfläche
- Hotfixes, Anwendungen, Treiber und nicht per Gruppenrichtlinie beeinflussbare Einstellungen lassen sich in das Image integrieren
- ISO-Boot-Images für Rechner
- Multicast-Übertragungen, wenn unter Windows Server 2008 eingesetzt. Dadurch können sich jederzeit neue Clients in die Übertragung einklinken (der Server startet am Ende die Übertragung einfach erneut bis alle Clients betankt sind)

## Nachteile
- Bootzeit bis zur Imageauswahl benötigt ca. 2–3 Minuten
- Mehr Netzwerkverkehr, wenn vereinzelt Rechner neu installiert werden (ca. 800 MByte bei einer Windows-XP-Grundinstallation)

## Bekannte Bugs
- Die Umsetzung des Programms vom Englischen in andere Sprachen ist unvollständig. So sind zum Beispiel in einigen Dialogfenstern Texte abgeschnitten. Zur Erstellung von Computerkonten über die WDS-Konsole wird statt der sprachneutralen Well known SID "S-1-5-domain-512" stets die Gruppe "Domain Admins" benutzt, die jedoch nur existiert, wenn die Domain auf einem englischsprachigen Windows erstellt wurde.